# Sarcocornia pulvinata
Sarcocornia pulvinata là loài thực vật có hoa thuộc họ Dền. Loài này được (R.E. Fr.) A.J. Scott miêu tả khoa học đầu tiên năm 1977.